# Balla Kálmán (színművész)
Balla Kálmán (Alsónémedi, 1869. március 29. – Budapest, 1946. április 30.) magyar színész, színigazgató.

## Családja
Bácsi Balla Kálmán és Zárnoky Ilona fia. Unokája Balla Károlynak, a Nemzeti Színház egyik alapítójának. Három felesége volt, 1897. december 8-tól Csík Irén (sz. Arad, 1874. június 24.) énekesnő, 1912. február 20-tól Marton Erzsi (1885–1925) színésznő, 1922. május 20-tól Tóth Olga (sz. 1899. február 26.).

## Életútja
Középiskolai tanulmányait Budapesten végezte és hivatalnok lett, a budapesti rendőrség szolgálatába állt, de otthagyta hivatalát és 1889-ben az akkori Színitanodába iratkozott be, melynek elvégzése után elszerződött Kolozsvárra, onnan Pécsre, Somogyi Károly társulatához. 1897. október 1-jétől a Magyar Színház főrendezője volt, 1911-ben újra itt működött. Ekkori legnagyobb sikere Bíró Rablólovagjának címszerepe. 1901. október 5-től Győrött, majd Miskolcon, Pozsony-Sopronban volt színigazgató. Közben június 1-jétől Triesztben a Politeama Rosettiben magyar színielőadást tartott 14 napon keresztül, Pólában a városi színházban 6 előadást, Fiuméban 3 szezonon át két-két és fél hónapon át tartott előadásokat. 1904-ben Miskolcon, később a Délvidéken volt színigazgató. 1899. április 25-én vendégszerepelt a Nemzeti Színházban, mint Jean Raynaud a Constantin abbéban, két nap múlva pedig a Stuart Máriában mint Mortimer, majd a Kaméliás hölgyben mint Duval Armand. 1919-ben Berlinben filmen játszott, 1922-ben az Intim Kabaré művezető igazgatója lett, ahol ez év május 14-én megünnepelte harminc éves jubileumát. 1926. október 1-től az Országos Színészegyesület főkönyvelője volt, majd 1928. január 1-jén nyugdíjba ment.
Több darabot fordított (Laffair Eduárd: Fürstenkind stb.). Írt gyermekdarabokat is.

## Működési adatai
1890–92: Kolozsvár; 1892–1901: Szeged, Pécs, Nagyvárad; 1896–98: Arad. Igazgatóként: 1901–1903: Győr; 1903–1904: Zombor; 1904–1907: Miskolc; 1907–1911: Pozsony; 1913–1917: Zombor; 1917–1919: Sopron

## Fontosabb színházi szerepei
- Adhemar (Sardou–Najac: Váljunk el!)
- Biliczky (Herczeg F.: A dolovai nábob leánya)
- Duval (Bisson: Válás után)
- Raymond (Pailleron: Ahol unatkoznak)

## Filmszerepei
- Olavi, az elvarázsolt hercegkisasszony (1920)
- A két és fél jómadár (1923)
- Piri mindent tud (1932) – szállodatitkár
- Helyet az öregeknek (1934, magyar-osztrák) – báró, Adél apja
- Pesti mese (1937) – banktisztviselő
- Azurexpressz (1938) – anyakönyvvezető
- Szervusz, Péter! (1939) – komornyik az esküvői vacsorán
- Garszonlakás kiadó (1939) – klubtag
- Lelki klinika (1941) – Tordai Gusztáv